# Samostan San Millán de la Cogolla
Samostan San Millán de la Cogolla je eden najbolj zgodovinskih samostanov, ki so nastali na španskih tleh. Ustanovil ga je San Millán v šestem stoletju v avtonomni pokrajini La Rioja. Še danes so iz tega časa ohranjeni oboki templja. Leta 1997 je samostan dobil naziv svetovne dediščine. Dolga leta je veljal za zibelko kastiljščine, saj so tam nastale emilijanenske glose, prvi zapisi v kastiljščini, navarro-aragoneškem dialektu in manjši teksti v baskovščini. V tem samostanu je zapisoval svoje verze tudi Gonzalo de Berceo, prvi poznan španski pesnik. Proti koncu leta 1002 je muslimanski voditelj Almanzor požgal samostan, istega leta poleti pa je umrl, kar simbolizira pomembnost samostana za špansko krščanstvo. Del samostana Suso je danes tudi hotel, saj ta kraj predstavlja pomemben del Santiagove poti (špansko: Camino de Santiago), kljub temu, da leži malo izven poti med Nájero in Burgosom. 

## Zgradbi Suso in Yuso
Ustanovitelji so zgradili dve stavbi, Suso in Yuso, ki sta bili 4. decembra 1997 vpisani pod UNESCO svetovno dediščino iz kulturnih, zgodovinskih, literarnih in verskih razlogov. Tukaj so se zapisale prve besede v jeziku, ki ga danes poznamo pod imenom kastiljščina oziroma španščina. Vlada avtonomne pokrajine La Rioja si zaradi pomembnosti samostanov prizadeva za njuno ohranitev in zaščito ter za raziskovanje in dokumentacijo začetkov španskega jezika. Danes je samostan v lasti manjše skupine osmih menihov, ki poleg duhovnega poklica upravljajo tudi kulturne in turistične zadeve kompleksa. Vsako leto ga obišče okoli 150 000 turistov, predvsem skupine šolskih otrok, zato je širjenje in ohranjanje njegovega pomena izredno pomembno. V ta namen so ustanovili izobraževalni program za otroke, ki se v sklopu šole izobražujejo o pomenu kulturne dediščine in se tudi sami začnejo zavzemati za ohranjanje le te. 

## Samostan Suso
Starejša zgradba, San Millán de Suso, se nahaja na vrhu gore (suso v stari kastiljščini pomeni zgoraj), medtem ko se San Millán de Yuso nahaja spodaj (Yuso pomeni spodaj). 
Suso je nastal iz dveh jam, ki so ju poselili San Millán in njegovi učenci v šestem stoletju. Zaporedne širitve, ki so te jami spremenile v samostan, je mogoče opaziti v različnih arheoloških slogih od šestega do desetega stoletja. To so slogi visigodov, pokristjanjenih muslimanov (špansko: mozárabe) in romanski slog. Kulturni pomen te stavbe se kaže v zbirki rokopisov in kodeksov. 

## Samostan Yuso
Samostan Yuso, zgrajen v enajstem stoletju, izstopa po svoji velikosti. Bil je obnovljen v šestnajstem, sedemnajstem in osemnajstem stoletju in združuje različne stile, predvsem renesančnega in baročnega. V njem so shranjeni bogati umetniški zakladi: slike španskih slikarjev, skrinjice iz zlata in slonovine… Kot stara romanska zgradba je popolnoma propadel leta 1504, nato pa so zgradili sedanjo stavbo, ki je delovala kot skupnost benediktincev. 

## Kulturni pomen
Pomembni so cerkev, samostan, baročna zakrstija, knjižnica in arhiv. Je sedež Mednarodnega raziskovalnega centra španskega jezika. 
Knjižnica je ohranjena takšna, kot je bila v devetnajstem stoletju. Njena pomembnost ni v številu knjig, temveč v redkih ohranjenih primerih, ki se tam nahajajo. Ena teh bibliografskih redkosti je Evangelij Jerónima Nadala iz leta 1595. 
Iz romanskega obdobja izvirata dve pomembni najdbi: grob svetnika iz dvanajstega stoletja, ki se nahaja v samostanu Suso in skrinjici San Millána in San Felicesa, ki ju hranijo v samostanu Yuso.